# Ernest Slingeneyer
Ernest Slingeneyer (également Ernst Slingeneyer), né à Lochristi le 29 mai 1820 et mort à Bruxelles le 27 avril 1894, est un peintre belge. Son champ pictural couvre la peinture d'histoire, les portraits, les scènes de genre et, occasionnellement, les paysages.
Ernest Slingeneyer est considéré comme l'un des derniers représentants du romantisme en peinture en Belgique et de l'académisme dans la peinture romantique belge. Dans sa carrière ultérieure, il est l'un des principaux représentants de l'orientalisme en Belgique. Excellent portraitiste, Slingeneyer réalise des portraits de personnages historiques, ainsi que de personnalités de son temps.
Slingeneyer est également un homme politique et membre de la Chambre des représentants de Belgique pour les indépendantistes de Bruxelles, une coalition de personnalités liées par leur opposition aux libéraux radicaux. En tant qu'homme politique, il promeut l'art académique et agit contre les nouveaux courants artistiques, comme ceux préconisés notamment par la Société libre des beaux-arts de Bruxelles.

## Biographie

### Famille et formation

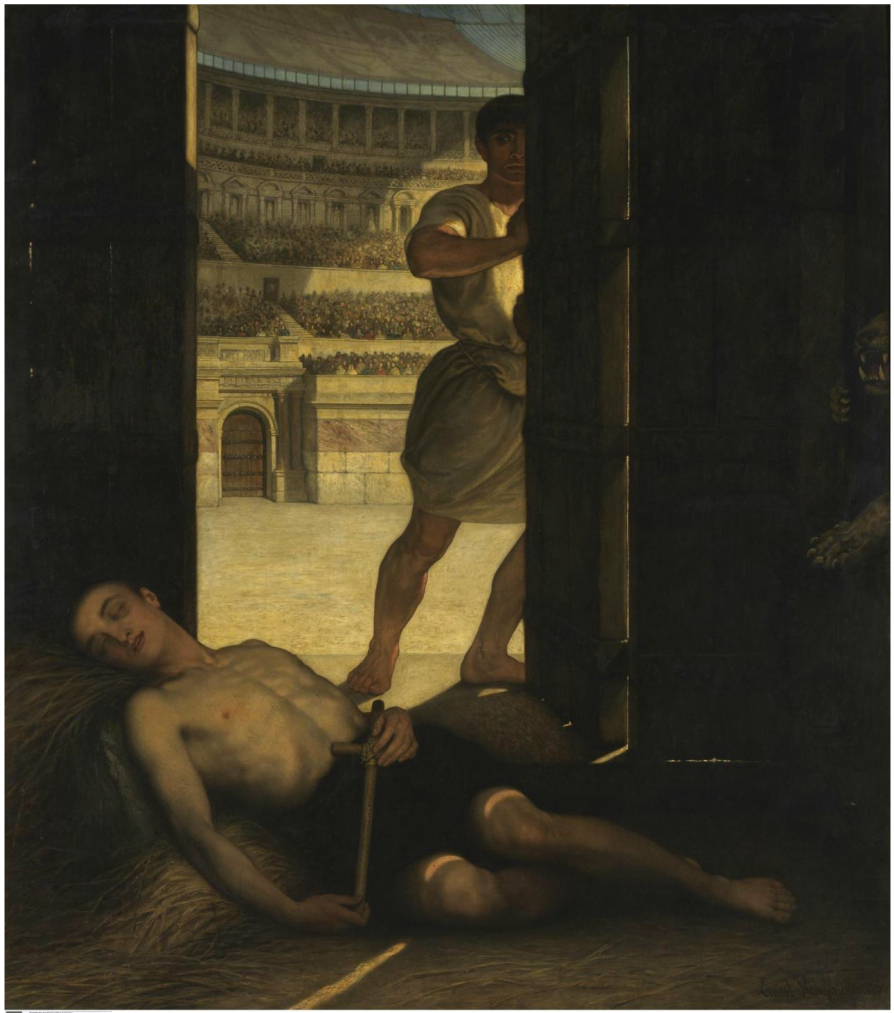
Martyr chrétien

Ernest Isidore Hubert Slingeneyer, né à Lochristi le 29 mai 1820, est le deuxième fils du collecteur d'impôts Joannes Andreas Slingeneyer (1787-1868) et d'Anna Marie Josephina Juliana Pauwels (1790-1868), mariés à Enghien en 1817. La famille déménage en 1825 à Grammont et, plus tard, à Anvers. Destiné à une carrière militaire, Slingeneyer rencontre l'opposition de son père à son désir d'étudier l'art. Il est finalement autorisé à suivre des cours à Académie royale des beaux-arts d'Anvers. À Anvers, il étudie pendant la journée en peignant auprès de Gustave Wappers, un portraitiste, également peintre de scènes historiques. Le soir, il suit des cours de dessin. Alors qu’il est encore étudiant, il expose une grande toile intitulée L’Arrestation de Louis, comte de Crécy, qui reçoit un accueil enthousiaste de la part de la critique. Lors de la création d'un fonds national pour l'encouragement de la peinture et des sculptures historiques par décret royal, le 25 novembre 1839, Slingeneyer s'empresse de s'y inscrire. Il est sélectionné par le Fonds national pour peindre divers sujets religieux et historiques qu'il exécute dans un style académique et théâtral.

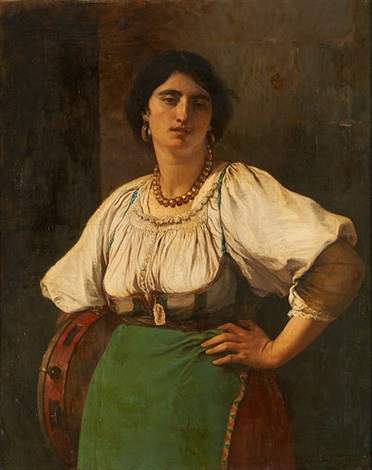
Danseuse au tambourin.

### Carrière artistique

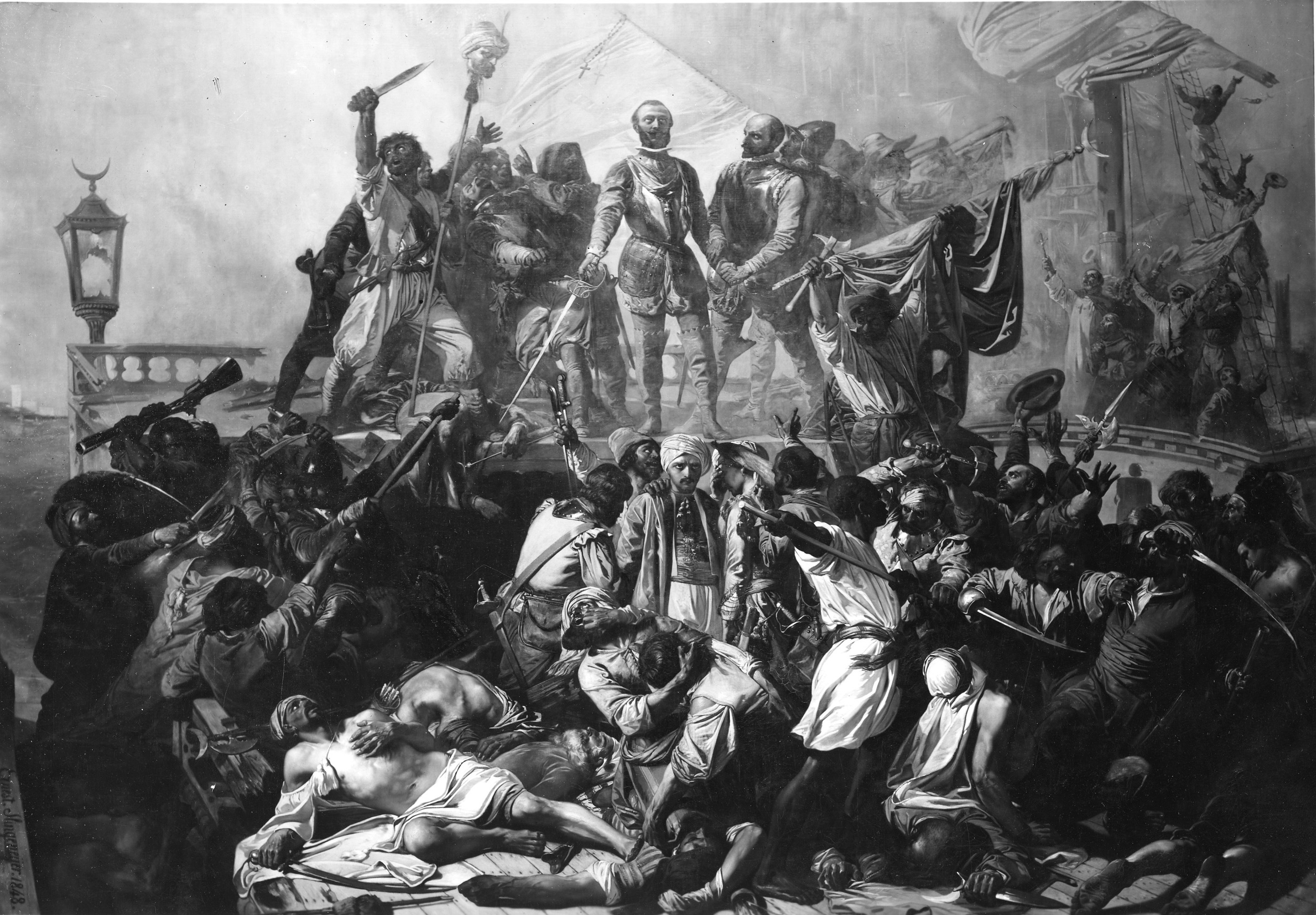
Ernest Slingeneyer, La Bataille de Lépante (1848).

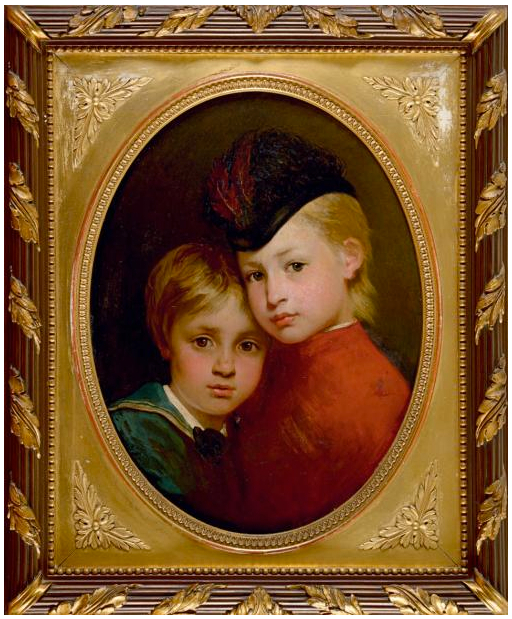
Ernest Slingeneyer, Portrait de Marie et André, ses deux enfants vers 1870.

Ernest Slingeneyer commence sa carrière officielle au Salon de Bruxelles de 1839, où il expose L'Arrestation de Louis de Crécy. Trois ans plus tard, il présente un tableau au Salon de Bruxelles de 1842 qui s'intitule Le Vengeur. Le succès de cette œuvre assure au jeune peintre un patronage d’élite, notamment de la part du roi Guillaume II des Pays-Bas qui commande en 1844 La Mort du capitaine de la marine Claessens et le roi Léopold Ier qui achète La Mort de Jacobsen, qui avait remporté une médaille d'or au salon de Bruxelles de 1845.
Le gouvernement belge commande un grand tableau d'histoire à Slingeneyer. Ce dernier choisit la bataille de Lépante comme sujet. La bataille de Lépante est un engagement naval qui eut lieu le 7 octobre 1571 alors qu'une flotte de la Sainte-Ligue a infligé une défaite majeure à la flotte de l'empire ottoman dans le golfe de Patras. Finalement achevée et exposée au Salon de Bruxelles de 1848, il déçoit quelque peu les attentes malgré ses qualités dans la composition et exécution. Cette réaction reflète probablement la déception grandissante du public face à l'école de peinture historique promue par les professeurs et les anciens élèves de l'Académie d'Anvers alors que l'école de Bruxelles est en train de gagner en importance. L'école de Bruxelles avait abandonné l'académisme au profit d'un romantisme moins théâtral et matérialiste, plus sentimental et élégant. Cette école est représentée par Louis Gallait, un élève de Paul Delaroche. Ses critiques conseillent à Slingeneyer de se rendre à Paris pour s'immerger dans les nouveaux mouvements artistiques et de quitter Anvers pour Bruxelles. Profitant de ce conseil, il se rend aux Pays-Bas et en Allemagne, à Rome et à Paris. À Paris, il visite les studios de Paul Delaroche, Joseph-Nicolas Robert-Fleury et Ary Scheffer.
Ernest Slingeneyer retourne en Belgique où il s'installe en 1849 à Bruxelles. Son Épisode de Saint-Barthélemy exposé en 1849 est considéré comme une revanche pour sa Bataille de Lépante, car l'œuvre montre une force et une émotion sincères. La Mort de Nelson, exposée en 1850 dans l'une des salles du jardin botanique de Bruxelles, est également appréciée pour son habile mise en scène. L'artiste a alors trente ans et est au sommet de sa carrière. À partir de ce moment, Slingeneyer peut se considérer comme l’un des peintres les mieux rémunérés de son époque. Dans les années 1860, il se rend également en Égypte et en Algérie, où il est remarqué par le gouverneur Patrice de Mac Mahon qui lui permet de se rendre officiellement en Tunisie lors d'une mission politique officielle chez le bey de Tunis. Au début des années 1850, il dirige l'Atelier libre Saint-Luc à Bruxelles, dissout en 1863 et fréquanté par Félicien Rops qui rejettera plus tard l'enseignement trop académique d'Ernest Slingeneyer.
Sur le plan privé, il épouse, à Liège, le 11 octobre 1862 Ernestine de Goeswin (1830-1909), dont il a deux enfants : Marie (1864-1939) et André (1866-1936). Le 7 avril 1870, il devient membre de l'Académie royale des sciences, des lettres et des beaux-arts de Belgique.

### Carrière politique et mort
Il est député indépendant de Bruxelles du 10 juin 1884 au 13 juin 1892 et défend les sujets relatifs aux beaux-arts, à la littérature nationale et aux artistes, mais il n'est pas réélu aux élections législatives du 14 juin 1892. Il promeut l'art académique et agit contre les nouveaux courants artistiques, comme ceux préconisés notamment par la Société libre des beaux-arts de Bruxelles. En 1886, il devient membre du jury d'admission de la Société des Aquafortistes belges, nouvellement créée. En 1894, il est membre du comité d'admission pour l'exposition des beaux-arts à l'Exposition universelle de 1894 d'Anvers.
Il meurt à Bruxelles, rue du Commerce no 13, à l'âge de 73 ans, le 27 avril 1894. Il reçoit des funérailles avec les honneurs militaires le 2 mai 1894 à Saint-Josse-ten-Noode et est inhumé au cimetière de Laeken,.

## Principales œuvres
Au cours de sa carrière, il réalise plus de 400 tableaux de dimensions moyennes et plus de 70 œuvres de grandes dimensions. Ernest Slingeneyer peint surtout des scènes historiques, le genre le plus populaire du XIXe siècle, de même que des portraits, des scènes de genre et, occasionnellement, des paysages. En 1848, il réalise son œuvre la plus célèbre La Bataille de Lépante qu'il expose au Salon de Bruxelles.
Quelques autres peintures connues de l'artiste sont : 
- L'Arrestation du comte Louis de Crécy, Salon de Bruxelles de 1839 ;
- Le Vengeur, Salon de Bruxelles de 1842 et Salon d'Anvers de 1843 ;
- Le Serment des trois Suisses, Salon d'Anvers de 1843 ;
- Guillaume Tell, Salon d'Anvers de 1843 ;
- La Mort de Claessens, commandé par le roi des Pays-Bas, 1843 ;
- La Mort de Jacobsen, Salon de Bruxelles de 1845, acquis par le roi Léopold Ier ;
- Épisode de la bataille de Roosebeke, Salon de Gand de 1847 ;
- La Bataille de Lépante, Salon de Bruxelles de 1848, Musées royaux des Beaux-Arts de Belgique ;
- Épisode de la Saint-Barthélémy, Salon d'Anvers de 1849 ;
- La Mort de Nelson à Trafalgar, 1850, acquis par le roi Léopold Ier ;
- Philippe le Bon à Brouwershaven, Salon d'Anvers de 1852 ;
- Le Naufragé, Salon d'Anvers de 1852 ;
- Camões et son esclave mendiant, 1853, acquis par le roi de Portugal ;
- Jeanne la Folle, Salon de Paris de 1854 ;
- Zannekin au camp de Philippe le Bel, Salon de Paris de 1854 ;
- Héroïsme et dévouement des marins du navire français Le Feu (1857)
- Saint Éloi affranchissant une famille d'esclaves (1859) ;
- Saint Amand prêchant le christianisme dans les Gaules (1859) ;
- Clodion sur le pavois, Salon de Bruxelles de 1860 ;
- Lutte en mer, Salon de Bruxelles de 1860 ;
- Un Martyre sous Dioclétien, Salon de Bruxelles de 1860 ;
- Ambiorix, Clovis, Charlemagne, Godefroid de Bouillon, et huit autres tableaux décorant la grande salle du palais des Académies, Bruxelles, 1870 ;
- Carthage, Salon de Bruxelles de 1872 ;
- Femme de Tunis, souvenir d'Afrique, Salon de Bruxelles de 1872 ;
- Le Naufrage du Camões, Salon de Bruxelles de 1875 ;
- Tunisienne, Salon de Bruxelles de 1875 ;
- Les gloires de la Belgique, fresque ornant la grande salle du palais des Académies, 1880 ;
- Premier cri d'indépendance, 27 septembre 1830, Salon de Bruxelles de 1881 ;
- Rouget de l'Isle ;
- Les Pifferari
- Le Triomphe de Sainte Philomène ;
- Saint Sébastien ;
- La Retraite de Russie ;
- Le Siège de Harlem ;
- Le Siège de Leyde ;
- Le Tasse partageant son pain avec des pauvres ;
- Le Hamac ;
- Mort du brigand ;
- L'Angelus ;

## Distinctions
- Chevalier de l'ordre de Léopold (21 mai 1850)[13].
- Officier de l'ordre de Léopold (16 novembre 1863)[6].
- Commandeur de l'ordre de Léopold (24 janvier 1870)[6].
- Grand officier de l'ordre de Léopold (11 juin 1892)[14].
- Grand officier du Nichan Iftikhar de Tunisie[6].
- Grand-croix de l'ordre royal et distingué de Charles III d'Espagne[6].
- Chevalier de l'ordre du Lion néerlandais (Pays-Bas, 31 août 1857)[6],[15].
- Chevalier de l'ordre du Christ (Portugal, 8 décembre 1853)[6],[15].
- Chevalier grand-croix de l'ordre de l'Immaculée Conception de Vila Viçosa (Portugal, 11 août 1856)[6],[15].
- Grand-croix de l'ordre de la Maison ernestine de Saxe (Duchés saxons, 27 octobre 1855)[6],[15].
- Commandeur de l'ordre de François-Joseph (Empire d'Autriche-Hongrie, 1874)[6].
- Chevalier de l'ordre du mérite civil de la Couronne de Bavière[6].
- Chevalier de 1re classe de l'Ordre de Saint-Michel (Bavière) (1882)[6].
- Commandeur de la Légion d'honneur[6].